# Scotorythra artemidora
Scotorythra artemidora là một loài bướm đêm trong họ Geometridae.